# Badshahimoskee
De Badshahimoskee (Urdu بادشاھی مسجد) of Keizersmoskee werd gebouwd in 1673 door de Mogolkeizer Aurangzeb in Lahore, Pakistan. De Badshahimoskee is de op vier na grootste moskee in de wereld, en de op een na grootste van Pakistan en Zuid-Azië. Het is een belangrijke toeristische attractie.

## Geschiedenis
De moskee werd gebouwd onder het patronaat van de zesde Mogolkeizer, Aurangzeb Alamgir. Het werd voltooid in 1673 onder toezicht van Aurangzebs pleegbroer Muzaffar Hussain (ook bekend als Fidaie Khan Koka), die was gouverneur van Lahore benoemd in mei 1671 en vervulde deze functie tot 1675. Hij was ook 'Master of Ordnance' van de keizer. De bouw van de moskee duurde ongeveer twee jaar, van mei 1671 tot en met april 1673. De moskee werd gebouwd tegenover het Lahore Fort, illustreert haar gestalte in het Mogolrijk. In combinatie met de bouw van de moskee, werd een nieuwe poort gebouwd op het fort, genaamd Alamgiri Gate na de keizer. Vanaf 1852 begon, stukje bij beetje reparaties werden uitgevoerd onder toezicht van de Autoriteit Badshahimoskee. Ingrijpende reparaties werden uitgevoerd 1939-1960 een bedrag van ongeveer 4,8 miljoen roepies, die de moskee gebracht naar zijn oorspronkelijke vorm en conditie. De blauwdruk voor de reparatie werd opgesteld door wijlen architect Nawab Zen Yar Jang Bahadur. In 2000 werd de reparatie van marmer inlegwerk in de centrale kluis gerepareerd onder het toezicht van Saleem Anjum Qureshi. Ter gelegenheid van de tweede islamitische topconferentie gehouden in Lahore op 22 februari 1974, negenendertig hoofden van islamitische landen boden hun vrijdaggebed in de Badshahimoskee, onder leiding van Maulana Abdul Qadir Azad, de 'Khatib' van de moskee.